# Meeting for Sufferings
Meeting for Sufferings (dt. "Versammlung für die Leiden") ist im Quäkertum eine regelmäßig zusammentretende Versammlung, die die Leiden der verfolgten Quäker dokumentiert und publiziert sowie Unterstützung für die Betroffenen organisiert.
Suffering ist im Quäkertum ein zentrales Konzept und eng verbunden mit der Heilslehre. Suffering ist englisch und bedeutet (er-)leiden oder erdulden im Sinne von Märtyrertum.

## Geschichte

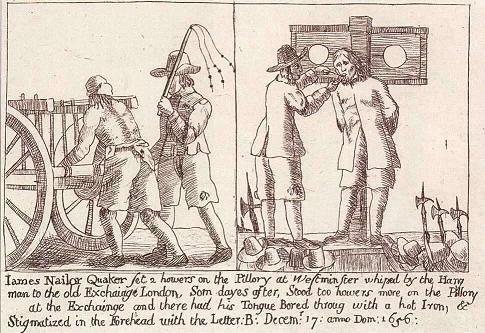
Dem Quäkerprediger James Nayler wird wegen Blasphemie die Zunge durchbohrt und ein "B" auf die Stirn gebrannt

Besonders in den Anfängen des Quäkertums, mit der starken Verfolgung seiner Mitglieder, wurde das Leiden als heilsnotwendig gedeutet. Zahlreiche Schriften in den Anfängen des Quäkertums drehen sich um diese Frage. So auch das Buch "No Cross, No Crown" (1682), welches sein Autor William Penn während der Gefangenschaft im Tower zu London (1668–1669) verfasst hat:
„Fleisch und Blut können das Reich Gottes nicht ererben, da Diejenigen, die in fleischlichen Lüsten und Begierden gefangen liegen, das Kreuz nicht erdulden können; und Solche, die das Kreuz nicht tragen, niemals eine Krone erlangen werden. Wollen wir mitherrschen, so müssen wir auch erst mit leiden!“
Das Leiden für ihre Überzeugung und Verzicht auf gewaltsamen Widerstand verstanden die Quäker als Zeichen und Beleg für eine wahrhafte Nachfolgeschaft Jesus. Zwar waren auch die Mennoniten später dafür bekannt, bereitwillig Leid für ihre Überzeugung auf sich zu nehmen (wofür sie übrigens bei den Quäkern hohes Ansehen genossen; siehe hierzu Mennonitisch-quäkerische Ökumene). Quäker hingegen stellten dieses Leiden gezielt öffentlichkeitswirksam zur Schau. Es war kein stilles Erdulden im privaten Kämmerlein im Sinne eines Kryptoquäkertums, sondern ein öffentlich zelebriertes Leiden. England und Teile Europas wurden regelrecht überflutet mit Flugblättern, in den Quäker die Gräueltaten, die ihnen angetan wurden, anklagten. Zwischen 1655 und 1720 wurden alleine in den Niederlanden über 300 Schriften  gedruckt. Zudem wurden Kontakte in einflussreichen Kreisen genutzt, um für die eigene Sache zu werben und Einfluss auf Entscheidungen zu nehmen.

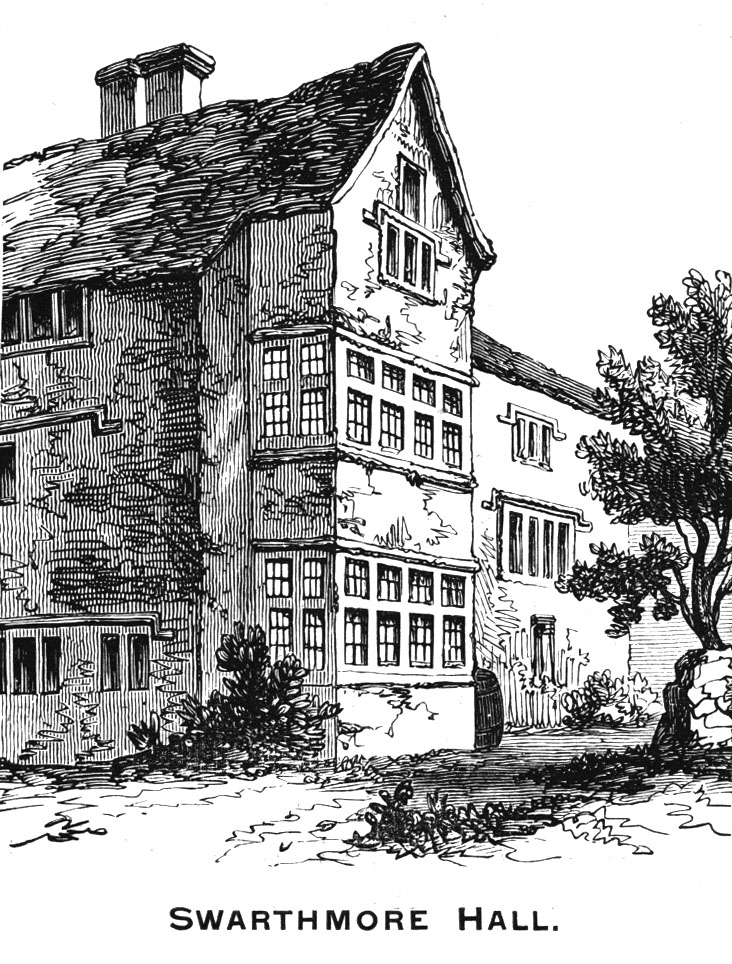
Swarthmoor Hall, von Thomas Fell der Quäkerbewegung als erster Versammlungsort zur Verfügung gestellt

Wie zentral dieses Motiv des gerechten Leidens im Bewusstsein des jungen Quäkertums war, zeigt sich dadurch, dass dieses Konzept Teil der Konstitution bzw. Administration wurde – genannt:  Meeting for Sufferings. Meeting bezeichnet zunächst quäkerische Versammlungen allgemein und dann die aus bestimmten regelmäßigen, zweckgebundenen Versammlungen hervorgehenden Komitees. Das Meeting for Sufferings widmete sich den Leiden der Quäker. Es war die erste Institution, die sich im Quäkertum etablierte, noch vor der Gründung der Monats- und Jahresversammlungen (Zu Begriffserklärung siehe Glossar Quäkertum). Die Person, von der die Arbeit koordiniert wurde, war zu Beginn Margaret Fell in Swarthmore Hall bei Kendal, die später George Fox heiratete und die Verfasserin des bekannten Friedenszeugnisses wurde. Hier flossen alle Berichte über Gräueltaten an Quäkern zusammen und hier wurde darüber beraten, wie damit umzugehen sei. Allein von Margaret Fell gibt es noch heute hunderte Briefe aus dieser Zeit. Das ist insofern beachtlich, als dass die Alphabetisierung bei Weitem nicht den Stand von heute hatte. Später, als die Londoner (später Britische) Jahresversammlung gegründet wurde, ging die Aufgabe 1673 an das Morning Meeting über.
Das Meeting for Sufferings war wichtig für das Überleben der religiösen Gemeinschaft. Dabei hatte es zwei wichtige Funktionen inne, indem es zum einen die Verteidigung nach außen koordinierte und zum anderen eine disziplinierende Funktion nach innen hatte.
In der Verteidigung gegen Verfolgung stellte es Gelder für Druckschriften bereit. Ungerechtigkeiten wurden in einem sogenannten Book of Cases als Präzedenzfälle festgehalten. Verfolgten Mitgliedern, deren Eigentum beschlagnahmt wurde, wurde finanzielle Hilfe angeboten, sie wurden in Gefängnissen besucht und erhielten juristische Hilfe.
Als erfolgreiches Disziplinierungsmittel nach innen, entschied das Gremium auch darüber, welche Prediger auf ihren Missionsreisen finanziell unterstützt wurden, und welche leer ausgingen. Es wurde indirekt oder direkt gesteuert, welche theologischen Ausrichtungen gefördert und welche unterdrückt wurden. Unliebsame Ansichten von Mitgliedern konnten sanktioniert werden, dadurch, dass ihre Schriften nicht in Druck gingen oder dass ihre Missionsreisen nicht finanziell oder logistisch unterstützt wurden. Wenn Prediger mit unerwünschten Ansichten ins Gefängnis kamen, setzte man sich nicht mit voller Energie für ihre Freilassung ein.
In England, Holland und den Kolonien war das Meeting for Sufferings erfolgreich. Es konnten finanzielle Härten abgefangen werden,  Freilassungen erwirkt und Duldungen ausgehandelt werden. Das Meeting for Sufferings war auch wichtig für die Missionserfolge, da es Konvertiten auch ökonomische Sicherheit versprach. Aber es gab auch Gebiete, in denen das Meeting for Sufferings nicht seine Wirkung entfalten konnte, zum Beispiel in Spanien und Italien.
In den Anfängen des Quäkertums lässt sich ein Schema erkennen, wie die Quäkermissionare vorgingen. Zunächst wurde der etablierte Klerus provoziert, um damit Aufmerksamkeit zu erregen. Die provozierten Reaktionen wurden dann propagandistisch ausgenutzt. Dabei wurde sehr planvoll und koordiniert vorgegangen. Zu den häufigen Provokationen zählte das Stören von Gottesdiensten durch anklagende Reden, die Verweigerung des Kirchenzehnten, exzentrisches Auftreten, Verweigerung des Eids und Missachtung von Feiertagen.
Als wenig erfolgreich zeigte sich das Konzept des Suffering in den sogenannten "dark countries", zu denen alle katholischen Länder gehörten (auch Bayern). Die Verfolgung war hier erbarmungslos. John  Luffe, der sich programmatisch auch "Love" nannte,  bezahlte einen Besuch und Missionierungsversuch bei Papst Alexander VII. in Rom mit seinem Leben. Sein Begleiter Franciscus Mercurius van Helmont konnte sich nur mit  Mühe und Dank politischer Beziehungen aus seiner Gefangenschaft retten.
Mit dem Nachlassen der Verfolgung und dem Ablegen der aggressiven Missionierungsversuche verlagerten sich auch die Aufgaben des Meeting for Sufferings im 18. Jahrhundert. Nun wurde nicht mehr nur für das eigene Wohl und die eigenen Rechte gestritten, sondern auch die der anderen. So lief der Lobbyismus der Quäker, bei den Bemühen der Abschaffung der Sklaverei bzw. des Sklavenhandels, zur Höchstform auf. Hier leistete das Meeting for Suffering Pionierarbeit. Im Zuge der Kampagne gegen Sklavenhandel organisierten die Quäker den ersten historisch belegten Verbraucher-Boykott in der Geschichte als neue Form des friedlichen Widerstands.
Heute ist Meeting for Sufferings im britischen Quäkertum ein Komitee, das die Angelegenheiten der Organisation zwischen den Jahreshauptversammlungen verwaltet.

## Glossar
Für die im Artikel verwendeten Fachbegriffe siehe auch Artikel "Glossar Quäkertum".